# سوپر جام آسیا ۱۹۹۶
سوپر جام آسیا ۱۹۹۶ دومین دورهٔ سوپر جام آسیا که بین قهرمان جام باشگاه‌های آسیا ۱۹۹۵ و قهرمان جام برندگان جام آسیا ۹۶-۱۹۹۵ انجام شد و این مسابقات توسط کنفدراسیون فوتبال آسیا برگزار شد.
تیم ایلهوا چونما (سئونگنام) نماینده کره جنوبی برای اولین بار قهرمان این دوره از رقابت‌ها شد.

## سوپر جام

### ایلهوا چونما
| حریفان         | مرحله             | نتیجه۱     | گلهای سئونگنام     |
| -------------- | ----------------- | ---------- | ------------------ |
| جی‌دی لام پاک   | مرحله اول انتخابی | ۸–۰۲       | ?                  |
| پاهانگ         | مرحله دوم انتخابی | ۵–۲        | ?                  |
| تای‌فارمرز بانک | مرحله گروهی       | ۱–۱        | ?                  |
| پرسیب باندونگ  | مرحله گروهی       | ۵–۲        | ?                  |
| توکیو وردی     | مرحله گروهی       | ۱–۰        | ?                  |
| سایپا          | نیمه نهایی        | ۱–۰ (و. ا) | لی کوانگ-هیون ۱۰۴' |
| النصر          | فینال             | ۱–۰ (و. ا) | لی تائه-هونگ ۱۱۰'  |

۱گلهای سئونگنام ابتدا محاسبه شده است.

۲ جی‌دی لام پاک پس از بازی اول انصراف داد.

### بلمار هیراتسوکا
| حریفان          | مرحله          | نتیجه۱     | گلهای بلمار هیراتسوکا                       |
| --------------- | -------------- | ---------- | ------------------------------------------- |
| صباح            | مرحله دوم      | ۷–۱        | ?                                           |
| پتروکیمیا پوترا | یک چهارم نهایی | ۷–۰        | ?                                           |
| یوکوهاما فلگلز  | نیمه نهایی     | ۴–۳ (و. ا) | ایوایر ۵۶'، ۸۹' (پنالتی)، شینیا میتسوکا ۸۳' |
| الطلبه          | فینال          | ۲–۱        | آکیرا ناراهاشی ۲۷'، هیدتوشی ناکاتا ۸۱'      |

۱ گلهای بلمار هیراتسوکا ابتدا محاسبه شده است.

## نتایج بازی
| تیم ۱        | نتیجه‌نهایی | تیم ۲           | بازی رفت | بازی برگشت |
| ------------ | ---------- | --------------- | -------- | ---------- |
| ایلهوا چونما | ۶–۳        | بلمار هیراتسوکا | ۵–۳      | ۱–۰        |

### بازی اول
| ایلهوا چونما | ۵–۳ | بلمار هیراتسوکا |
| ------------ | --- | --------------- |
|              |     |                 |

### بازی دوم
| بلمار هیراتسوکا | ۰–۱ | ایلهوا چونما |
| --------------- | --- | ------------ |
|                 |     |              |

## قهرمان
| قهرمان سوپر جام آسیا ۱۹۹۶ |
| ------------------------- |
| ایلهوا چونما              |
| اولین قهرمانی             |